# Journal de Rivesaltes 1941-1942
Pour plus de détails, voir Fiche technique et Distribution.
Journal de Rivesaltes 1941-1942 est un film suisse réalisé par Jacqueline Veuve et sorti en 1997.

## Synopsis
Friedel Bohny-Reiter, une jeune infirmière de la Croix-Rouge suisse, a tenu un journal pendant son activité dans le camp d'hébergement de Rivesaltes en 1941 et 1942 : le documentaire se fonde sur ce témoignage et celui de personnes, des enfants à l'époque, qu'elle a sauvées de la déportation dans les camps nazis.

## Fiche technique
- Titre : Journal de Rivesaltes 1941-1942
- Réalisation : Jacqueline Veuve
- Scénario : Jacqueline Veuve et Dominique de Rivaz, d'après le journal de Friedel Bohny-Reiter
- Photographie : Thomas Wüthrich et Edwin Horak
- Son : Michel Casang
- Montage : Fernand Melgar
- Musique : Thierry Fervant
- Sociétés de production : Télévision suisse romande
- Pays de production :  Suisse
- Genre : documentaire
- Durée : 77 minutes
- Dates de sortie : 
  - Suisse : août 1997 (Festival de Locarno)[1]
  - France : 19 novembre 1997[2]

## Distinctions

### Récompense
- Prix du cinéma suisse 1998 : meilleur documentaire

### Sélections
- Festival international du film de Locarno 1997
- Französische Filmtage Tübingen (Festival international du film francophone de Tübingen) 2012